# Paleonura guadalcanarae
Paleonura guadalcanarae är en urinsektsart. Paleonura guadalcanarae ingår i släktet Paleonura och familjen Neanuridae. Utöver nominatformen finns också underarten P. g. novaezelandiae.